# Майнарди, Себастьяно
Себастьяно Майнарди, часто Бастьяно Майнарди (итал. Sebastiano Mainardi, Bastiano Mainardi; 1460, Сан-Джиминьяно — 1513, Флоренция) — живописец эпохи итальянского Возрождения. Он сотрудничал в мастерской своего зятя Доменико Гирландайо, стиль которого во многом определил характер творчества Себастьяно Майнарди.

## Жизнь и творчество
Майнарди работал преимущественно во Флоренции и Сан-Джиминьяно, и на его стиль, помимо Гирландайо, оказала влияние живопись Андреа Верроккьо.
Его первыми произведениями стали крупные заказы, выполненные в мастерской Гирландайо: он, безусловно, участвовал в росписи капелл Сассетти и Торнабуони в церкви Санта-Мария-Новелла во Флоренции, хотя его почерк трудно узнать среди работ его помощников. В 1485 году он работал над «Тайной вечерей» (Музей Сан-Марко), где Гирландайо ограничился разработкой общего плана, в основном переложив работу над картиной на Себастьяно и своего брата Давида. В этих произведениях имеется несколько автопортретов Себастьяно Майнарди, часто рядом с Гирландайо, легко узнаваемым по образу длинноволосого юноши. Возможно, Майнарди также послужил моделью для обнажённого юноши, ожидающего крещения в картине «Крещение Христа», которую некоторые приписывают молодому Микеланджело.
Около 1480 года Майнарди написал фреску «Благовещение» в Сан-Джиминьяно, очевидно под влиянием Доменико и Давида Гирландайо, которые сами вдохновлялись «Благовещением» Леонардо да Винчи (ныне хранится в галерее Уффици). Там же, в Сан-Джиминьяно, Майнарди расписал ряд люнетов в Оспедале Санта-Фина, изображая святых Бартоло, Джиминьяно, Петра Мученика и Николая. Фреска «Мадонна с Младенцем» в капелле Барджелло во Флоренции также относится к концу XV века.
Ещё одной темой его живописи были портреты, особенно женские, в которых он достигал такого мастерства, что атрибуция этих портретов ему или его прославленному зятю Доменико даже вызывала сомнения.

## Портреты

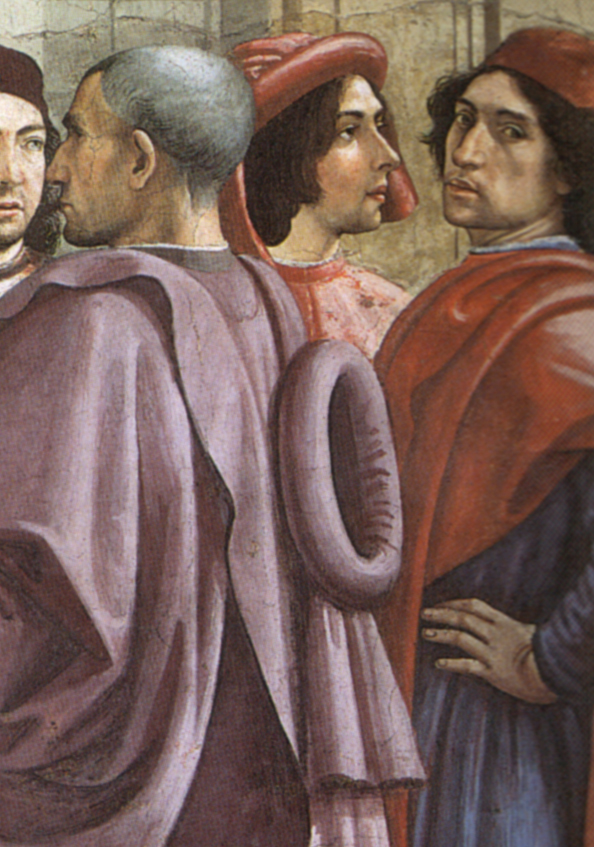
Капелла Сассетти. Слева направо: Давид Гирландайо, Себастьяно Майнарди и Доменико Гирландайо
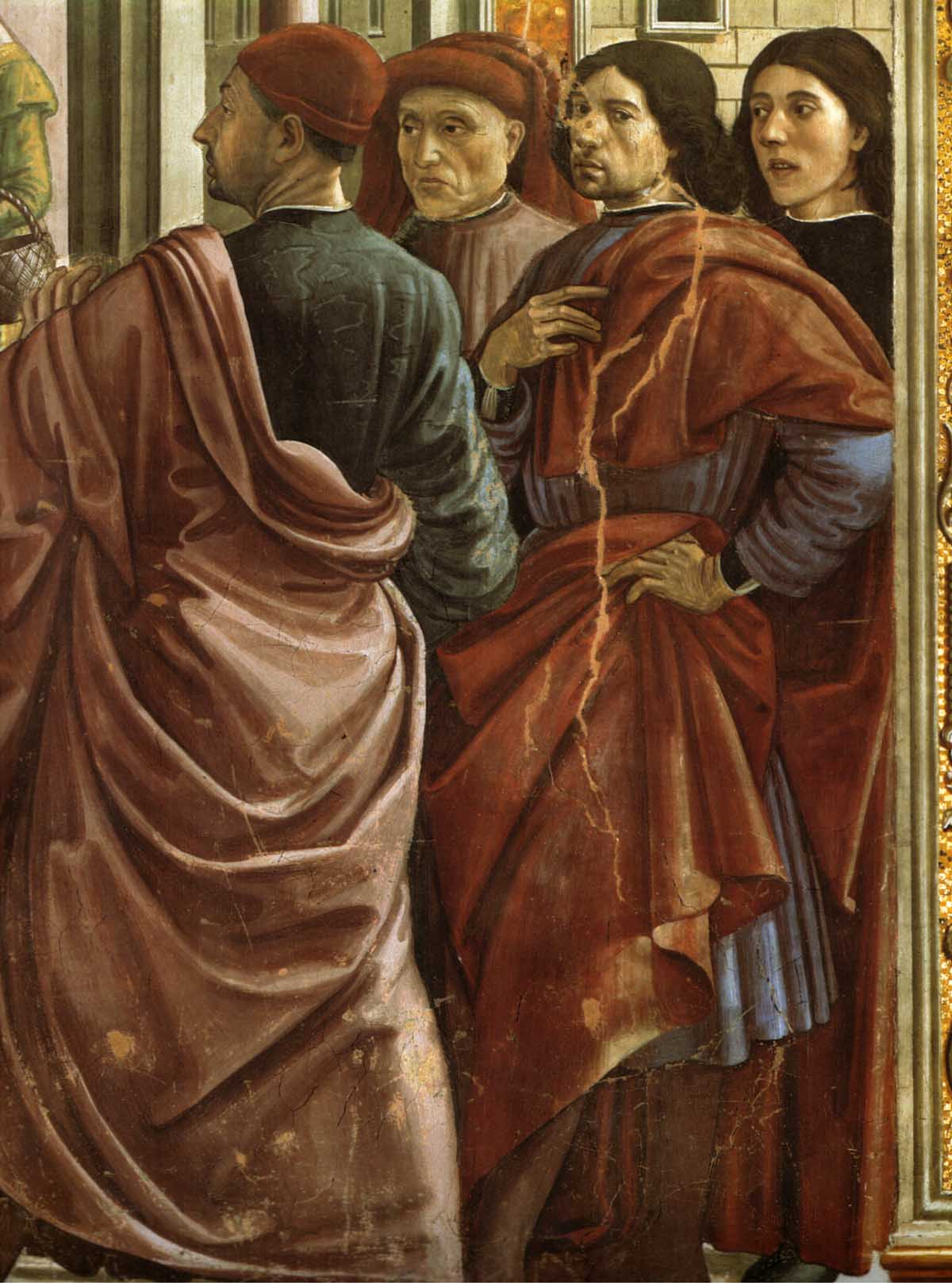
Капелла Торнабуони. Слева направо: Давид Гирландайо, Томмазо Бигорди, Доменико Гирландайо и Себастьяно Майнарди
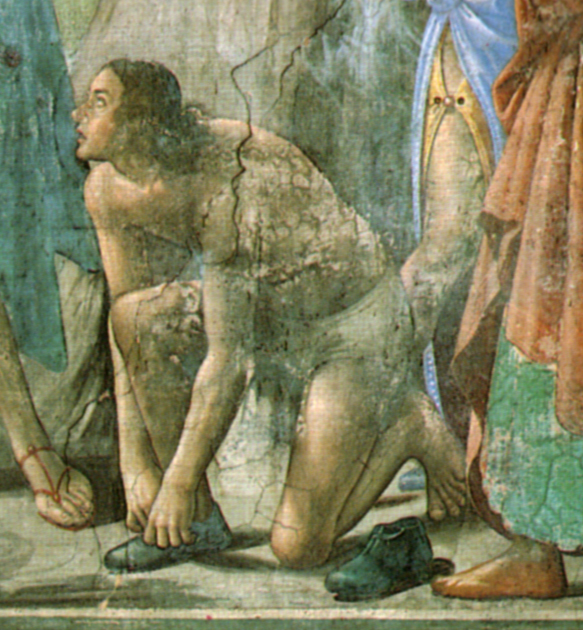
Капелла Торнабуони. Крещение Христа. Деталь

## Произведения Себастьяно Майнарди

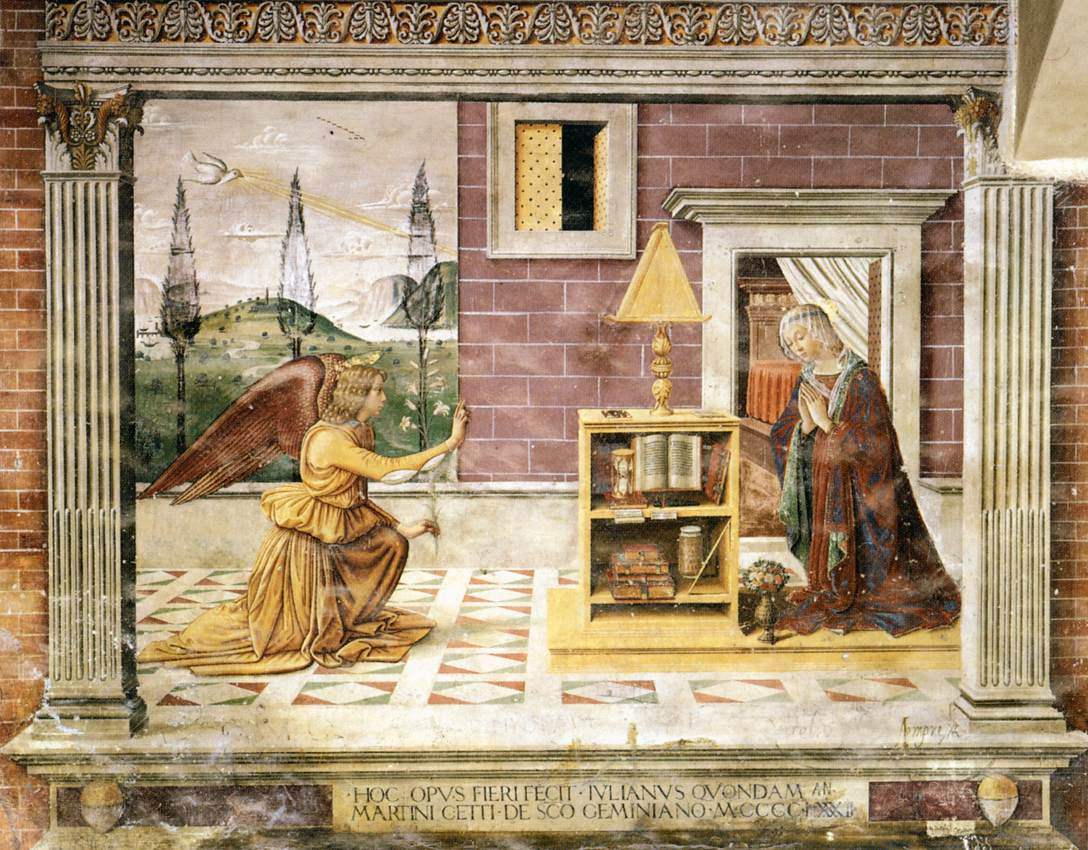
Благовещение. 1482. Фреска. Собор Сан-Джиминьяно
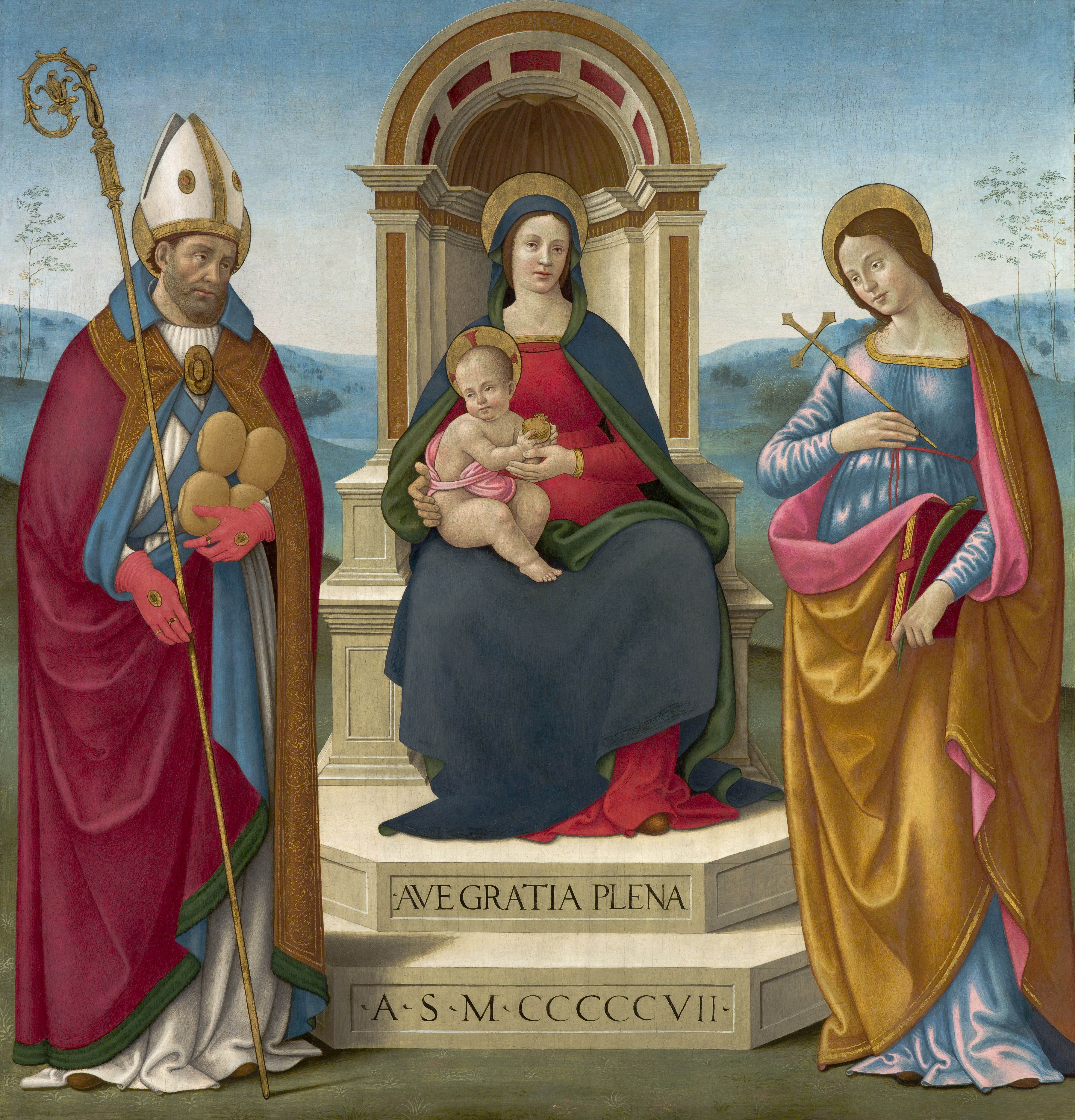
Мадонна с Младенцем, святыми Юстусом из Вольтерры и Маргаритой Антиохийской. 1507. Дерево, масло. Музей искусств Индианаполиса, США
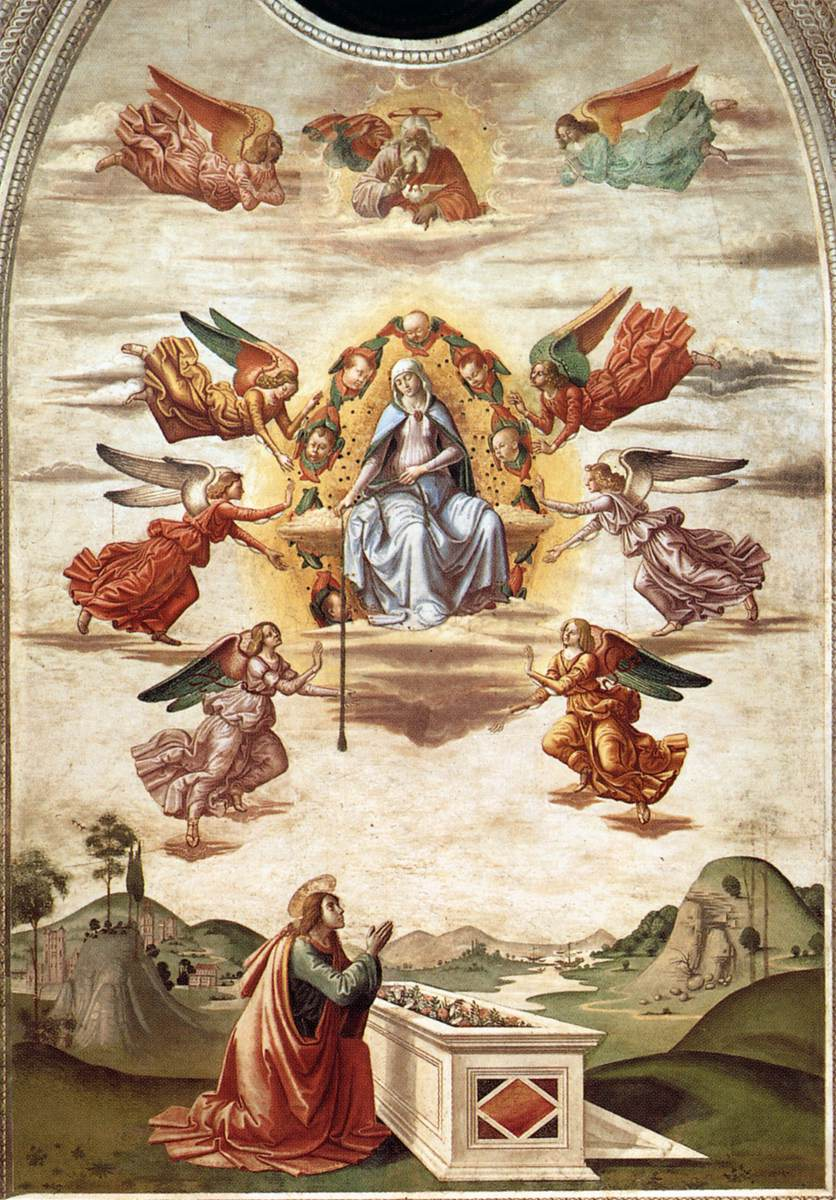
Мадонна пояса (Мадонна делла Чинтола). Фреска. Капелла Барончелли, церковь Санта-Кроче, Флоренция
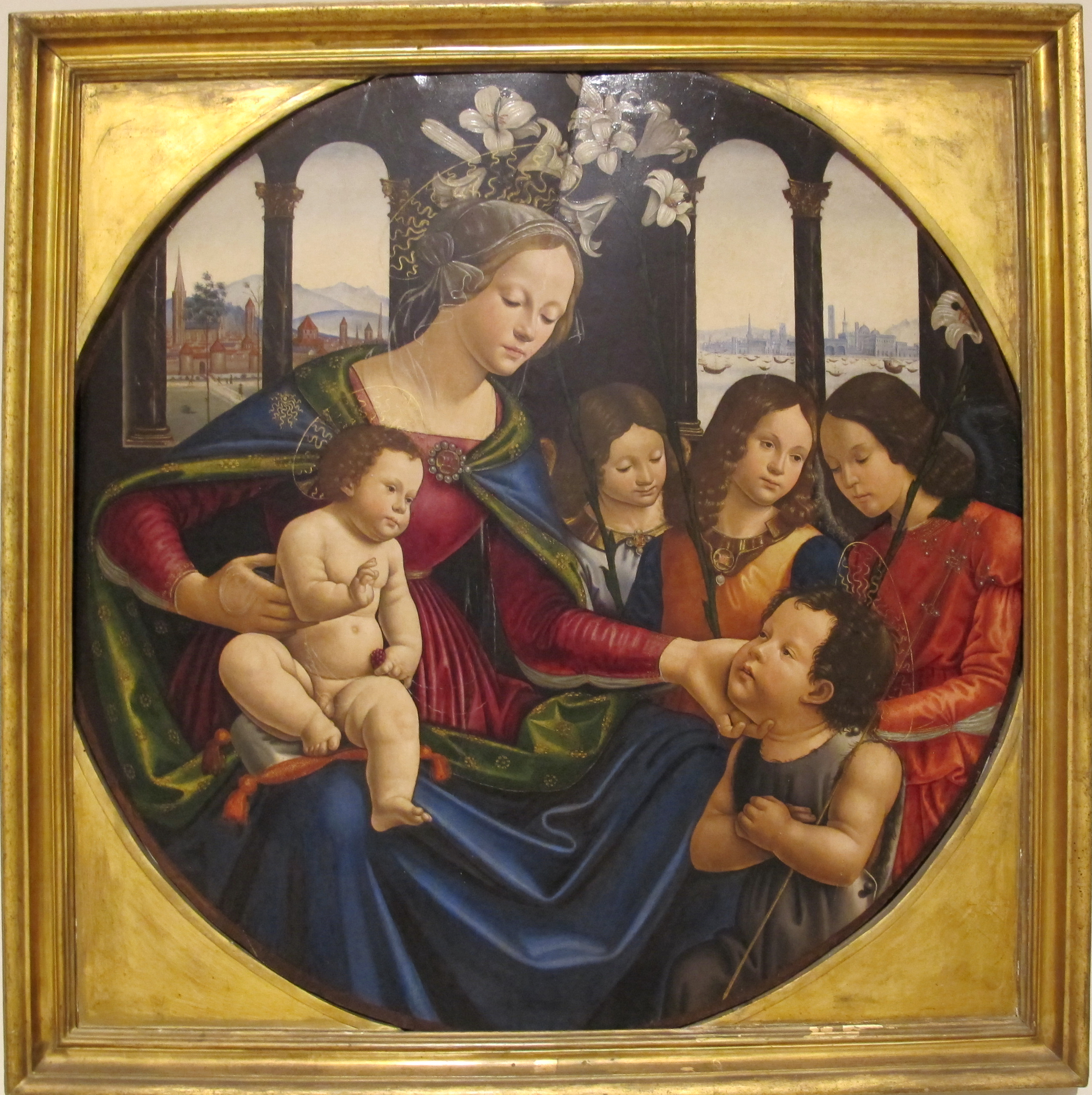
Мадонна с младенцами Иисусом, Иоанном Крестителем и ангелами. Между 1495 и 1500. Дерево, темпера, масло. Музей Каподимонте, Неаполь
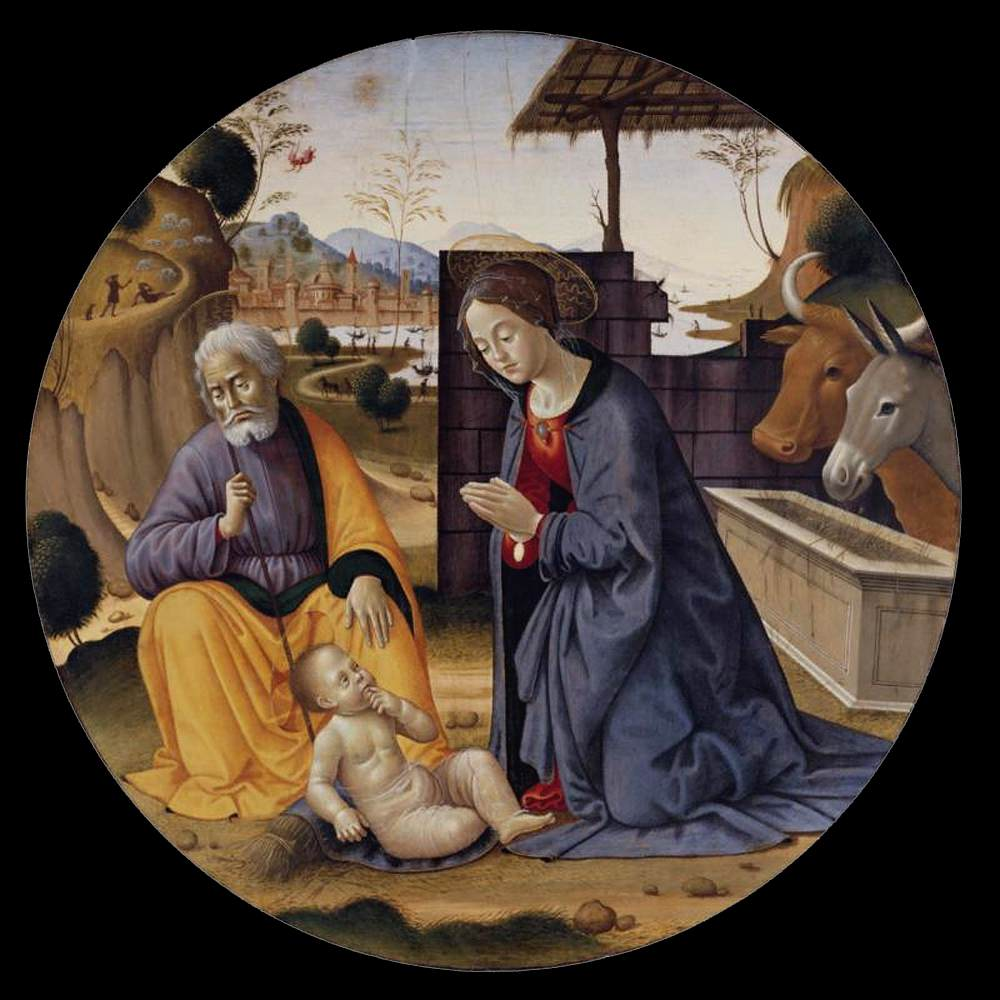
Поклонение Младенцу. Дерево, темпера. Частное собрание
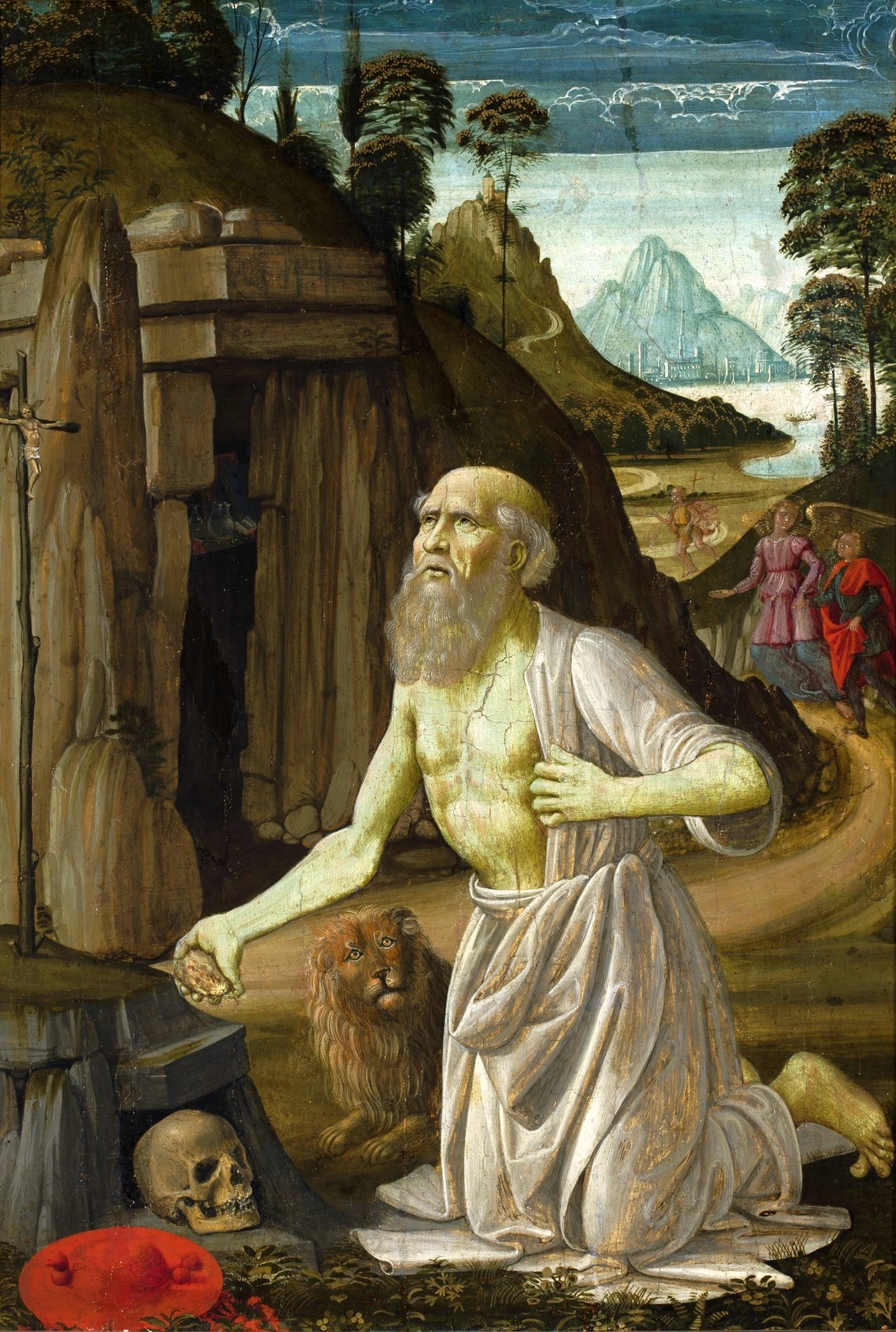
Святой Иероним. Дерево, темпера. Национальный музей, Варшава